# إنريكو هرنانديز
إنريكو هرنانديز (بالهولندية: Enrico Hernández) هو لاعب كرة قدم هولندي، ولد في 23 فبراير 2001.